# Porte romaine de Bons
Pour les articles homonymes, voir Bons.
La porte romaine de Bons est un site archéologique de France situé en Isère et datant de l'époque romaine. Il s'agit des ruines d'une arche taillée dans le rocher dans les gorges de l'Infernet, en contrebas du hameau de Bons, sur la commune des Deux Alpes.

## Histoire
Le monument était encore entier au XVIIe siècle, mais s'est désagrégé au XVIIIe siècle.
La porte est inscrite au titre des monuments historiques par arrêté du 18 avril 2014.